# Varieté (film)
Varieté, anglicky Burlesque, je americký romantický filmový muzikál z roku 2010 režiséra Stevena Antina se zpěvačkou Christinou Aguilerou a zpěvačkou Cher v hlavní roli.
Snímek zachycuje příběh dívky, která opět postaví na nohy kabaret The Burlesque Lounge, který má dny své slávy dávno za sebou. Pozná lásku a zároveň si splní svůj životní sen.

## Děj
Ali Rose (Christina Aguilera) je servírka v restauraci, celý život však chce být tanečnice v kabaretu. Jednoho dne nadobro práci opustí a odjede do Los Angeles. Zde naráží na kabaret The Burlesque Lounge, kde začne pracovat opět jako servírka, ale její neústupnost a oddanost k tanci a zpěvu ji dostane na pódium. Hlavní problém je v tom, že The Burlesque Lounge je chátrající podnik a nejsou finance na jeho udržení. Majitelka podniku Tess (Cher) čelí všem finančním i uměleckým výzvám na odkoupení kabaretu. Mezitím se Ali výrazně změní život, zapomene na špatnou a osamělou minulost a zvykne si na to, že ona sama je hlavní atrakce ve varieté. Začne se stýkat s bohatým obchodníkem, který právě chce odkoupit od Tess podnik. Ali však naštěstí dost brzy zjistí co je obchodník zač a prokoukne jeho špatné úmysly s Burlesque. Také zjistí že doopravdy její srdce vede k mladému číšníkovi Jackovi (Cam Gigandet) z podniku. Ali a Tess vyzrají na obchodníka a varieté majitelce zůstává. Příběh končí pravým hollywoodským happyendem.

## Hrají
- Cam Gigandet - Jack
- Kristen Bellová - Nikki
- Stanley Tucci - Sean
- Eric Dane - Marcus Gerber
- Alan Cumming - Alexis
- Peter Gallagher - Vince Scali
- Julianne Hough - Georgia

## Tvůrčí tým
- režie: Steve Antin
- scénář: Keith Merryman, Susannah Grant
- kamera: Bojan Bazelli
- hudba: Christophe Beck, Buck Damon
- střih: Virginia Katz, David Checel
- kostýmy: Michael Kaplan
- výprava: Jon Gary Steele
- producent: Donald De Line, Bojan Bazelli